# 体外離脱

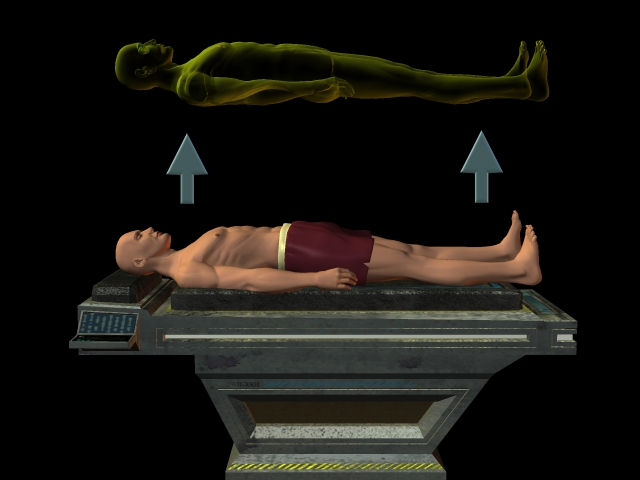
アーティストによる分離段階のイメージ。自由に移動できるようになる前に発生することが多い。

体外離脱（たいがいりだつ）あるいは体外離脱体験（たいがいりだつたいけん、英: Out-of-body experience、略称: OBE または OOBE）とは、自分の肉体から抜け出た世界を体験することである。体外離脱は自己像幻視（英: Autoscopy）の一形態だが、この用語は一般的にはドッペルゲンガーなどの二人目の自分を見るという病的状態を指す。
体外離脱体験（英: Out-of-body experience）という用語は、G. N. M. Tyrrellの著書『Apparitions』（1943年）で初めて使用され、後にCelia Greenやロバート・モンローなどの研究者によって「アストラル投射」または「スピリット・ウォーキング」（英: Spirit walking）などの信仰が中心の名前に代わるものとして採用された。体外離脱は、外傷性脳損傷や感覚遮断、臨死体験、解離性およびサイケデリックの幻覚剤、脱水、睡眠障害と夢、および脳への電気的刺激などによって誘発される。また、修行中のヨーガの行者や研究などの目的で一部の人々によって意図的に誘発される場合もある。10人に1人が生涯に一度または数回の体外離脱を経験をしている。
体外離脱現象は、古代エジプトやインディアン、オセアニア、ヘブライの文化、ギリシア哲学、中世の錬金術、ヒンドゥー教、およびイスラム教などの文化で見られる。ディーン・シールズの研究によると、44の非西欧文化の中で体外離脱現象が見られない文化は3つしかないという。また、人類学者のエリカ・ブルギニオンが世界中の488の文化を調査したところ、その89%において体外離脱についての何らかの言い伝えが存在した。
神経科学者と心理学者は、体外離脱を様々な心理学的および神経学的要因から生じる解離体験であると考えている。

## 自然発生

### 睡眠中・睡眠前
体外離脱体験者は、（他の即時的および自然的体験の中でも）明晰夢状態が先行して始まっていることを報告することがよくある。多くの場合、それは睡眠の寸前であったか離脱の少し前に既に眠っていた人々である。これらのケースのほとんどは、（病気や他の部屋の騒音、感情的ストレス、過労による疲れ、頻繁な中途覚醒などによって）睡眠が特に深くない状況にあったことを示している。これらのケースのほとんどで被験者は自分は目覚めていると認識しており、また約半数が金縛り状態にあると感じていた。

### 臨死体験
自然発生的体外離脱のもう一つの形態は臨死体験（英: Near-death experience、略称: NDE）である。一部の被験者は、大手術や溺死寸前などの著しい身体的外傷の際に体外離脱を体験したと報告している。臨死体験には肉体の外側にいるという主観的印象や、時には死んだ親族や宗教的人物の幻視、自我や時空の超越といったことが含まれる場合がある。通常、その経験には死んでいるような感覚や、平和や無痛の感覚、様々な非物理的音声の聴取、トンネルを通り抜けるような感覚（上方への移動や狭い通路を通るような感覚）、「光の存在」や神のような人物または類似の存在との出会い、走馬灯、および人生に戻ることへの抵抗感などの要素が含まれる。

### 過激な運動の結果
臨死体験と似たものとして、高地での登山やマラソンなどの極端な身体的運動が体外離脱を引き起こす可能性がある。地上にいる感覚と空中にいる視点の両方を同時に体験することにより、バイロケーションの感覚を体験する可能性がある。

## 誘導

### 化学的誘導
体外離脱は、シロシビンやケタミン、DMT、MDA、およびLSDなどの幻覚剤（特に解離性のもの）によって誘発されることがある。

### 精神的誘導
- 意識を失うことなく身体的に眠りに落ちる。「意識は起きて、身体は眠っている」（英: Mind Awake, Body Asleep）状態は、自発的およびその他の理由による体外離脱の原因として広く示唆されている[24]。トーマス・エジソンはこの状態を利用して発明の際の問題解決に取り組んでいた。彼は金属製のバケツを持って椅子に座り、頭の上に1ドル硬貨を置いた。彼が眠りに落ちると頭上のコインはけたたましくバケツに落ち、彼を覚醒させたのである[25]。体外離脱の先駆者であるSylvan Muldoonは、落下物として単純にベッド上で垂直になるよう保持された前腕を利用した[26]。サルバドール・ダリは、彼の絵画に影響を与えたとされる奇妙なビジョンを得るために「偏執狂的＝批判的」方法（英語版）と同様のものを使っていたと言われている。覚醒状態と睡眠状態の間を意図的に揺らぐことは睡眠の開始時に自然なトランス状態を引き起こすことで知られており、体外離脱を誘発しようとする際に役立つ[27][28][29]。リラックス状態へどんどん深まっていくと、意識がまだ覚醒している場合は最終的に「滑り」を感じる。この滑りは肉体を離れたように感じると報告されている。一部の人は、漸進的筋弛緩法を感覚遮断の受動的形態であると考えている。
- 深いトランス状態、瞑想と視覚化。視覚化には様々な種類があり、一般的なアナロジーにはロープを伝って体を引き抜くものや、体から浮かぶ、大砲から撃ち出される、およびその他の類似のアプローチが含まれる。このテクニックは適切にリラックスできない人には使いにくいと考えられている。そのようなテクニックの一例は黄金の夜明け団による光体が挙げられる。[30]

### 機械的誘導
- 視聴覚的刺激を介した脳波同調（英語版）。バイノーラル・ビート（英語版）は特定の周波数の脳波[31]、特に様々なMind Awake/Body Asleep状態で支配的な周波数を誘発するために使用される。Body Asleep状態で見られる4ヘルツの脳波のバイノーラル誘導はモンロー研究所によって効果的であると認められ[32]、一部の著者は、他のテクニックと組み合わせて使用した場合、体外離脱の開始を著しくサポートすると考えている[33][34]。また、Mind Awake状態のベータ波（通常のリラックスした覚醒者の脳で検出可能）の同時誘導も建設的なものとして認められた。他の一般的な技術は正弦波パルスを使用して同様の結果を達成しており、ネイティブ・アメリカンが宗教儀式に用いる太鼓は、脳波同調メカニズムを通じて「他の世界」に対する受容性を高めたと考えられている。[35]
- 脳の磁気刺激。Michael Persingerが開発したGod helmetなど。[36]
- 前庭皮質の直接刺激。[37]
- 脳の電気刺激、特に側頭頭頂接合部（下記のBlankeによる研究を参照）。
- 感覚遮断。このアプローチは、時間と空間に対する参照を削除することにより、強力な見当識障害を誘発することを目的としている。アイソレーション・タンクやヘッドホンで再生するピンクノイズなどがよく使用される。[38]
- 感覚過負荷（英語版）、感覚遮断の反対。特別に設計されたバシネットで長時間揺り動かしたり、軽い形の拷問を受けたりすることにより脳をすべての感覚入力から遮断することができる。どちらも混乱を引き起こす傾向があり、しばしばこの見当識障害によって鮮明な体外離脱を体験することができる。[39]
- 強いGフォース。高性能航空機やパイロットまたは宇宙飛行士向けの高Gトレーニング（英語版）で経験されるような脳の一部から血液を排出する強い重力。[40]
- ヘッドマウントディスプレイと深部感覚を混乱させる触覚を使用する装置（幻肢を作り出すことも可能）。[41]

## 理論

### 心理学
認知科学および心理学の分野では、体外離脱は様々な心理学的および神経学的要因から生じる解離体験であると考えられている。科学者は、体外離脱は夢や（超常現象に頼らない）変性意識状態のような精神状態からの体験であると考えている。 
Charles Richet（1887）は、OBEは被験者の記憶と想像力のプロセスによって作成されており夢と変わらないと主張した。James H. Hyslop（1912）は、潜在意識の活動が特定のイメージを劇的に表現し、被験者が異なる物理的位置にいる印象を与える際にOBEが発生すると記した。Eugéne Osty（1930）は、OBEは想像の産物に過ぎないと考えた。その他の初期の研究者（Schmeing, 1938など）は、生理心理学的理論を支持した。G. N. M. Tyrrellは、OBEを潜在意識レベルの人格に関連する幻覚の構成要素であると解釈した。
Donovan Rawcliffe（1959）は、OBEを精神病とヒステリーに結びつけた。他の研究者は、身体像の歪み（Horowitz, 1970）および離人症（Whitlock, 1978）の観点からOBE現象について論じた。心理学者のNandor Fodor（1959）およびJan Ehrenwald（1974）は、OBEは死の恐怖に対処するために設計された防衛機制であると提案した。Irin & Watt（2007）によれば、Jan Ehrenwaldは、OBEを「不死の探求の想像上の確認、我々が肉体とは独立して存在する霊魂を有していることを保証しようとする妄想的な試み」であると説明している。心理学者のDonald Hebb（1960）およびCyril Burt（1968）は、身体像と視覚像を含むOBEの心理学的解釈について記している。Graham Reed（1974）は、OBEが愛の喪失などの痛みを伴う状況に対するストレス反応であることを示唆した。John Palmer（1978）は、OBEは個人的アイデンティティを脅かす身体像の変化に対する応答であると記している。
Carl Sagan（1977）およびBarbara Honegger（1983）は、トンネルのような通路や、一部のOBE体験者が臍帯と比較して表現する紐のようなもので接続されているという報告から、OBEは転生の想像または出産プロセスの追体験に基づいている可能性があると記した。Susan Blackmore（1978）は、OBEは想像上の知覚や知覚変容、自己の空想的知覚（身体がないなど）の特性を備えた幻覚様空想であると結論付けた。また、Ronald Siegel（1980）もOBEは幻覚様空想であると記している。
Harvey Irwin（1985）は、注意認知プロセスと体性感覚活動を含むOBE理論を発表した。彼の理論には心理的没頭として知られている認知的人格構造が含まれ、OBEの分類例を自己像幻視、離人症、精神的解離の例として示した。生理心理学者のStephen Laberge（1985）は、OBEの説明は明晰夢で見られると記した。David Hufford（1989）は、OBEを睡眠麻痺の一種である悪夢から目覚める経験として彼が説明する現象と関連付けた。他の科学者もOBEをヒプナゴギアおよび睡眠麻痺（カタプレキシー）の症例に関連付けている。
ケーススタディでは、体外離脱を体験したことがない人よりも、体験したことがある人の方が空想傾向（英: Fantasy proneness）が高いことが示された。そのデータは、いくつかのケースにおいてOBEと「空想しがちな性格」（英: Fantasy prone personality、略称: FPP）との関連を示している。167人の参加者を対象にしたケーススタディでは、体外離脱を体験したと主張する人は「より空想に耽りがちで、超常現象を強く信じており、身体表現性解離（英: Somatoform dissociation）が大きい」ことが判明した。それらのケーススタディからの研究は、OBEが認知-知覚的スキゾタイピーに関連していることも示唆している。
Terence Hines（2003）は、自然発生的体外離脱体験は脳への人工的刺激により生成できることから、一時的な僅かな脳の損傷によって引き起こされている可能性があり、魂（または霊体でも何でも）が実際に個人の身体から離れていっている訳ではないことを強く示唆している。神経学的および神経認知的データの研究レビュー（Bünning & Blanke, 2005）では、OBEは「側頭頭頂接合部における低次多感覚統合の機能的崩壊および高次自己プロセシングの機能的崩壊」によるものとされている。一部の科学者は、OBEは視覚信号と触覚信号の不一致の結果ではないかと疑っている。
Richard Wiseman（2011）は、OBE研究では心理学的説明を見つけることに焦点が当てられており、「体外離脱体験は超常現象ではなく、霊魂があるという証拠を提供しない。その代わりに、あなたの脳と体の日々の働きに関する遥かに注目すべき何かを明らかにする」と述べた。Jason Braithwaite（2011）とその同僚によって行われた研究は、OBEを「側頭葉の神経不安定性および身体感覚におけるエラー」に関連付けた。Braithwaite et al.（2013）は、「現在の支配的見解は、多感覚統合過程の一時的混乱によりOBEが発生するということである」と報告した。

### 超常現象
超心理学と神秘学の分野に関する作家は、体外離脱は心理学的なものではなく、魂や精神、または微細身が実際に体から離れて遠くの場所を訪れるものであると記している。そのようなものを指す名称は様々であり、日本では生霊、近代ヨーロッパでの神智学、人智学、儀式魔術などの神秘学ではアストラル体、エーテル体など様々な名称で呼ばれている。古代インドの聖典では、そのような意識状態をトゥリヤ（梵:  तुरीय、英:  Turiya）とも呼んでおり、心身の二重性から自己を解放するような深いヨーガおよび瞑想によって達成することができるとされる。その際に肉体を離れ旅する体は、ヴィギャン・デヒ（ヒンディー語:  विज्ञानं देहि、英:  Vigyan dehi）と呼ばれており、意図的に肉体を離れたり、また戻って来たりすることができる。体外離脱体験は、ヴィクトリア朝時代の心霊主義文学で「透視旅行」（英: Travelling clairvoyance）として知られていた。心理学研究者のフレデリック・マイヤースは、OBEを「精神的小旅行」（英: Psychical excursion）と呼んでいた。OBEの疑いがある事例の説明を行った初期の研究は、1886年に心理学研究者のエドマンド・ガーニー、フレデリック・マイヤースおよびフランク・ポドモアによって出版された二巻から成る『Phantasms of the Living』だった。この本は報告事例のほとんどすべてが裏付けに乏しく証拠を欠いた実証だったため、科学界によって激しく批判された。

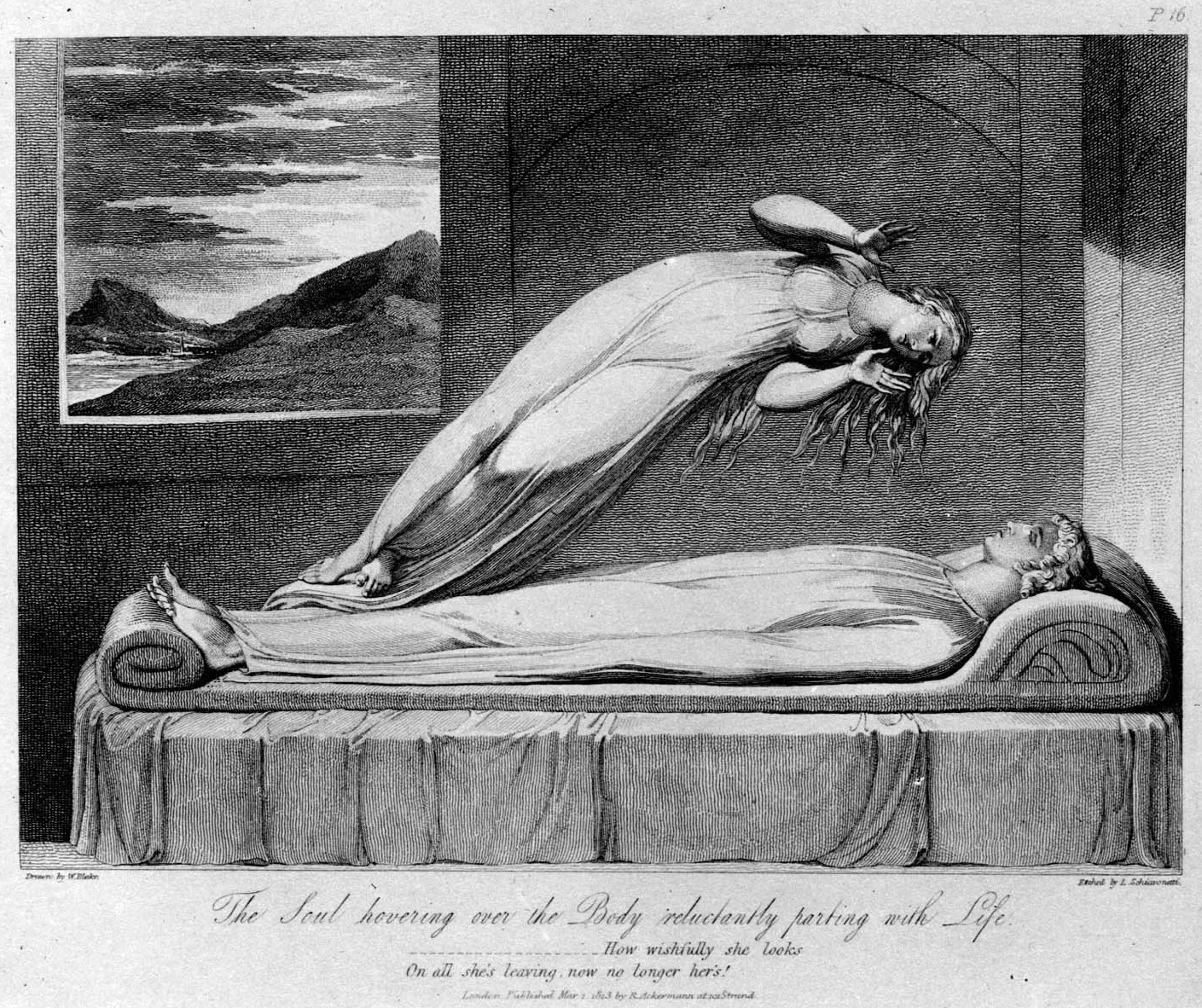
19世紀のRobert Blairによるポエム『The Grave』で描かれた魂が肉体から離れる様子のイラスト。

神智学者のArthur Powell（1927）は、OBEの微細身理論を提唱した初期の著者だった。Sylvan Muldoon（1936）は、OBEを説明するためにエーテル体の概念を採用した。超能力研究者のErnesto Bozzano（1938）は、稀な状況においてエーテル体が肉体から解放されるというバイロケーションの観点から同様の見解を支持していた。微細身理論は、Ralph Shirley（1938）、Benjamin Walker（1977）、Douglas Baker（1979）などのオカルト作家によっても支持されていた。James Baker（1954）は、OBE中には精神体が「宇宙間領域」（英: Intercosmic region）に入ると記した。Robert Crookallは多くの出版物でOBEの微細身理論を支持した。
OBEに関する超常現象的解釈は、すべての超心理学研究者によって支持されている訳ではない。Gardner Murphy（1961）は、「（OBEは）既知の一般的な心理学の領域からそれほど遠くなく、超常現象に頼ることのない理解がますます進み始めている」と述べた。
1970年代、Karlis Osisは超能力者のAlex Tanousと共に多くのOBE実験を行った。一連の実験では、OBE状態のときに遠隔地に設置された着色したターゲットを特定するようTanousに依頼され、Osisは197件の試みのうち114件が的中したと報告した。しかし、対照実験が批判されており、スーザン・ブラックモアによると108件が偶然であると予想されるため、最終的な結果は特に重要ではない。ブラックモアは、その結果は「OBEでの正確な知覚の証拠」を提供しないと述べた。
1977年4月、ハーバービュー医療センターのマリアという患者が、体外離脱を体験し体の外および病院の外へ浮かんでいったと訴えた。マリアは後に「離脱中に建物北側の3階にある窓台にテニスシューズが置かれているのを見た」とソーシャルワーカーのKimberly Clarkへ伝えた。Clarkが建物の北棟へ行き窓の外を見ると本当にテニスシューズが置かれていたという。Clarkはこの出来事について1984年に公開した。それ以来、この出来事は精神が肉体を離れる証拠として、多くの超常現象関連書籍で紹介されている。
1996年、Hayden EbbernとSean Mulligan、およびBarry Beyersteinはその医療センターを訪れ、その出来事について調査した。彼らがテニスシューズを同じ台に置いたところ、靴は建物の中から見えており、ベッドに横たわっている患者から容易に観測できることを発見した。彼らはまた、その靴は建物の外からも容易に見つけられることを発見し、マリアが三日間の入院中にそれについての会話を聞いており、それが彼女の体外離脱体験に組み込まれた可能性を示唆した。彼らは、超常的な説明を求めている体外離脱研究者から「マリアの物語は単に素朴さと希望的観測の力を明らかにしているに過ぎない」と結論付けた。Clarkはそれが発生してから7年間その事例の説明を公表せず、その話に疑問を投げかけていた。リチャード・ワイズマンは、この物語は超常現象の証拠ではないにもかかわらず「事実確認を怠ったか、読者にストーリーの懐疑的側面を提示することを厭った作家らによって延々と繰り返されてきた」と述べた。
これ以降、このケースは「臨死体験中に外部の情報を正確に知覚できるという主張」がどれほど誇張されているかという根拠として用いられるようになった。Clarkは別の論文で、これらの「物語の信用を傷つけようとする試み」は穴だらけであると述べ、反論を行った。他にも、「臨死体験中の幽体離脱」では、外部の情報を正確に認識できたという例が多数報告されている。(詳しくは臨死体験を参照)
「あの世」を信じる医師であるシャルボニエは124件の体外離脱事例のデータを収集した。それによると体外離脱の92%が仰向けの状態で起き、96%が深いリラックス状態の時に起きたという。また体外離脱の体験者は「自分は肉体に宿った精神である」という確信を抱き、死を絶対的な無と見なさなくなる傾向にあることを指摘している。

## 研究
初期のOBE事例の収集は、Ernesto Bozzano（イタリア）とRobert Crookall（イギリス）によって行われた。Crookallは心霊主義的立場からこの対象にアプローチし、主に『サイキック・ニュース』などのスピリチュアリストの新聞から事例を収集したが、様々な方法で彼の結果にバイアスをかけることとなった。例えば、彼の被験者の大半は肉体と（それを観測している）もう一つの体とを繋ぐ紐を見たと報告していた。一方、Greenは彼女の被験者の4%以下がこの種のものに気付き、約80%が「無身体化された意識」であり、まったく体がないと感じていたと報告した。
OBEに関する最初の広範は科学的研究はCelia Green（1968）によって行われた。彼女は、主流メディアによる要請により集められた合計400名の被験者から書面による直接の報告を収集し、そのあとにアンケートを行った。彼女の目的は、単に異常な知覚体験または幻覚であると見られていた様々な種類のOBEの分類法を提供することであった。一方で、いくつかのケースでは超感覚的知覚（ESP）によって生起された情報が含まれている可能性があるという疑問が残された。

### International Academy of Consciousnessによる世界的調査
1999年、バルセロナで開催された国際意識研究フォーラム（英: International Forum of Consciousness Research）にて、専門研究者のWagner AlegrettiとNanci Trivellatoが体外離脱体験に関するオンライン調査の暫定的調査結果を発表した。このテーマに関心を持つインターネットユーザーに回答してもらったため、一般集団を代表するサンプルではない。
最初の1,185人の回答者のうち、1,007人（85%）がOBEを経験したと回答した。37%が2~10回のOBEを経験したと主張した。5.5%が100回以上そのような経験をしたと主張した。OBEを報告した人の45%は、特定の手法を使用することにより、少なくとも一回、OBEへの誘導に成功したと述べた。OBEを体験したと主張する人の62%は、非物理的な飛行を楽しんだことも報告した。40%が自己バイロケーション現象（i.e. 体外から自己の肉体を見る）を経験したと報告し、38%が自己透過性（壁などの物体を通過する）を経験したと主張した。OBEに関連して最も多く報告されている感覚は、落下、浮遊、反発（e.g. Myoclonia, 間代性痙攣。手足のジャーキング、ジャーキングによる覚醒）、沈没、無力感（茫然自失）、頭蓋内音声、うずき、透視、振動、および静寂である。
OBEに関連する別の報告された一般的感覚は、睡眠麻痺の一般的特徴である一時的または投影的なカタレプシーであった。睡眠麻痺とOBEの相関関係は、2007年にケンタッキー大学のKevin Nelsonと彼の同僚が『Neurology』で発表したOut-of-Body Experience and Arousal studyによって裏付けられた。その研究では、体外離脱の経験がある人は睡眠麻痺になりやすいことが判明した。
また注目に値するのは、さらなる相関関係を示しているWaterloo Unusual Sleep Experiences Questionnaireである。

### Miss Zの研究
1968年、Charles Tartは彼の睡眠研究室でMiss Zとして知られる被験者を対象に四夜に渡ってOBE実験を行った。被験者には脳波計が取り付けられ、五桁の数字が書かれた紙が彼女のベッドの上にある棚に置かれた。彼女は最初の三夜では数字を見たと訴えなかったが、最後の夜には正確な数字を伝えた。心理学者のJames Alcockは、不適切なコントロール下に置かれていたこの実験を批判し、ビデオカメラで被験者を視覚的に監視しなかったことを批判した。マーティン・ガードナーは、この実験はOBEの証拠ではないと記しており、「Tartが観察窓の後ろで居眠りをしている隙に、Miss Zは単に電極を外さずにベッド上で立ち上がり、数字を覗き見たのだろう」と述べた。スーザン・ブラックモアは「もしMiss Zが立とうとしたのなら、脳波計は干渉パターンを示したはずである。そして、それはまさに脳波計が示したものだった」と述べた。

### 神経学とOBE様体験
OBEの一部には、いくつかの生理学的説明がある。OBE様体験は脳の刺激によって誘発され、右側面の上側頭回後部への刺激によっても誘発される。また、ポジトロン断層法もこの刺激の影響を受ける脳領域を特定するために使用されている。「OBE様」（英: OBE-like）という用語が使われているのは、それらの実験で説明された体験は、以前にOBEを経験したことのない被験者による説明だったか、もしくは通常のOBE体験の明瞭性ないしは幾分かの詳細が欠如していたためである。したがって、それらの被験者は実験的に誘発されたOBEの信憑性を主張するのに適任であるとされなかった。
イギリスの心理学者スーザン・ブラックモアなどは、意識を保ちながら体からの感覚入力が途絶えた際にOBEが始まることを示唆している。その際に人は体を持っているという錯覚を抱くが、もはやその知覚は感覚から生起されていない。そのとき知覚される世界は、その人が普段起きている間に見る世界と似ているかもしれないが、どちらにせよその知覚は感覚器官によってもたらされている訳ではない。感覚からの情報が欠如していても、完全に説得力を持つ世界を作り出す脳の能力によって明瞭な身体と世界は作られる。我々は毎晩、このプロセスを夢という形で目の当たりにするが、OBEは明晰夢よりも遥かに明晰であると言われている。
Irwinは、覚醒度が非常に高いか低いときにOBEが発生しているように見えると指摘した。例えば、GreenはOBEを報告した176人の被験者のうち4分の3が体験時に横たわっており、これらの12%が開始時に眠っていたと考えられることを発見した。対照的に、ごく少数のケースでは登山中の転落や交通事故、および出産などの非常に覚醒度が高い条件下で発生していた。McCreeryは、このパラドックスは極端なストレスや過覚醒に対する反応として睡眠が付随して発生することを参考にすることによって説明可能かもしれないと提案した。彼は、リラックスと過覚醒の両方の条件下におけるOBEは「白昼夢」の一形態、または覚醒意識へ入るステージIの睡眠への侵入を表していると提案した。

#### Olaf Blankeによる研究
スイス連邦工科大学のOlaf Blankeによる研究は、右脳の側頭頭頂接合部（英: Temporal-parietal junction、略称: TPJ）を刺激することにより、OBEと少し似ている体験を確実に誘発可能であることを発見した。スイスでのBlankeと共同研究者による研究は、rTPJ領域の損傷との確実な関連性と、てんかん患者のこの領域への電気刺激で確実に誘発されることを示すことにより、OBEの神経基盤を調査した。その誘発された体験には被験者の腕と脚の変化（複雑な体性感覚反応）、および全身の置換（前庭反応）が含まれる可能性がある。
Blankeと共同研究者は、神経学的に正常な被験者において、同じ場所にいる自己と身体の意識体験はTPJにおける多感覚統合に依存することを示した。事象関連電位を使用して、健康な被験者が自然発生的OBEを経験した人々よって一般的に報告される位置および視覚的眺望に自分がいると想像した際に、刺激開始から330~400ms後にTPJの選択的活性化が起こることを示した。同じ被験者における経頭蓋磁気刺激法は、被験者の身体の精神的変容を障害した。他の部位への刺激や外部物体の想像上の空間的変化ではそのような効果は見られなかった。これは、自己の身体の心的イメージにおけるTPJの選択的影響を示唆している。
続く研究（Arzy et al., 2006）では、脳活性化の場所およびタイミングは、心的イメージが心的に身体化された自己位置で実行されるかどうかに依存することが示された。被験者が身体化された位置で心的イメージを実行すると外線条身体領域（英: Extrastriate Body Area、略称: EBA）が活性化したが、被験者がOBEで報告されているように身体化されていない位置で心的イメージを実行した際にはTPJ領域が活性化した。これらのデータは、EBAとTPJにおいて分布した脳活動とそのタイミングが、体内での身体化され空間的に位置する自己の符号化に重要であることを示している。
したがって、Blankeと彼の同僚は、rTPJ領域が自己の空間的位置感覚にとって重要であり、正常なプロセスが失敗するとOBEが発生すると提案している。
2007年8月、Blankeの研究室は、仮想現実における視覚-体性感覚競合が自己と身体との空間的統合を阻害する可能性があることを示す研究を『サイエンス』に発表した。多感覚競合の際、被験者は自分の目の前にある仮想体を自分の身体であるかのように感じ、身体の境界外にある仮想体へと自己を誤って局在化した。これは、空間的統合と身体的自意識が実験的に研究可能であり、身体情報の多感覚統合過程とその認知過程に基づいていることを示している。

#### Henrik Ehrssonによる研究
2007年8月、ユニヴァーシティ・カレッジ・ロンドンにあるInstitute of NeurologyのHenrik Ehrsson（現在はスウェーデンのカロリンスカ研究所）は、健康な被験者において体外離脱を誘発したとする最初の実験的方法を『サイエンス』に発表した。実験の内容は以下の通りである：
被験者はヘッドマウントディスプレイを装着して着席した。これには両目を覆う二つの小さな画面があり、被験者の頭部から2メートル後方に設置された2台のビデオカメラからのライブ映像が映し出されている。左のビデオカメラからの映像は左目のディスプレイに表示され、右のビデオカメラからの映像は右目のディスプレイに表示される。被験者は、これらのを一つの「立体視」（3D）画像と見なすため、背後に座っている人の視点で自分の背中を見る。

次に、研究者は被験者の傍に立ち、二本のプラスチック棒を使用して、被験者からは見えない実際の胸部とカメラの視点の真下に位置する仮想的な身体の胸部に同時に触れた。

被験者は、実際に自分の身体の背後に座ってその位置からその様子を見ているかのような体験をしたことを確認した。
批評家および実験者自身は、この研究が「本格的な」OBEの再現に至らなかったことに注意している。体外に浮遊する感覚を誘発した以前の実験と同様に、Ehrssonの研究は脳の機能不全がどのようにしてOBEを引き起こす可能性があるのかを説明していない。本質的には、Ehrssonは「覚醒中の人が肉体の外から自分を見る」というOBEの定義に適合する錯覚を作り出した。

#### 蘇生中アウェアネス研究
2001年、Sam Parniaとその同僚は、天井から吊るされたボードの床からは見えない面に図形を描くことによって体外離脱の主張を調査した。Parniaは、「蘇生中に体を離れて天井近くに行ったと主張する人は、それらの目標を識別することが期待される。しかし、そのような知覚が心理学的なものであった場合、目標が識別されることは明らかに期待されない」と述べた。Parniaの研究を調べた哲学者のKeith Augustineは、すべての目標識別実験が否定的な結果をもたらしたと記した。心理学者のChris Frenchは、「残念ながら、やや非定型的ではあるが、このサンプルの生存者は誰もOBEを経験していない」と記した。
2008年の秋、英国と米国の25の病院は、Sam Parniaとサウサンプトン大学によって調整されたAWAREスタディ（AWAreness during REsuscitation）として知られる研究への参加を開始した。オランダのPim van Lommelによる研究に続いて、この研究の目的は1,500名の心停止生存者の臨死体験を調査し、心拍や脳活動のない人々が記録可能な体外離脱を行えるかどうかを判断することであった。研究の一環として、Parniaとその同僚は、棚に置かれた上からしか見えない隠された目標を使用することにより、体外離脱の主張を調査した。Parniaは、「誰もその写真を見ることがなかった場合、それらの体験は錯覚か虚偽の記憶であることを示している」と述べた。
2014年、Parniaは研究の第一段階が完了し、その結果が医学雑誌に掲載されるための査読を受けているという声明を出した。2013年11月に開催されたアメリカ心臓協会の会議での研究結果に関するParniaの初期報告によると、視界外に設置された画像を見た被験者は一人もいなかった。152人の被験者のうち、視覚的体験を報告したのは二人だけであり、そのうち一人が検証可能な出来事を説明した（もう一人は詳細な取材の前に病状が悪化したため）。その二つの臨死体験は、「視覚的な目標が設置されていない」エリアで発生した。
2014年10月6日、研究結果が『Resuscitation』誌に掲載された。蘇生に成功した後でもほとんどが死亡あるいは重篤であったなか、心停止患者の20%未満が取材を受けることができた。アウェアネスを報告し取材を受けた人のうち、46%が一般的に使用されているNDEの表現とは矛盾する死に関する精神的記憶を経験した。これらには恐ろしい苦痛的体験が含まれていた。NDEと互換性のある経験は9%のみで、「見たり」「聞いたり」する出来事を鮮明に思い出せるOBEと互換性のある完全なアウェアネスを示したのは2%であった。心停止中に聴覚刺激を使用して、一つのケースの検証および時間計測が行われた。Caroline Wattによると、「Parniaが報告可能だった"検証可能な意識的アウェアネスの期間"は、この目標テストとは関係なかった。むしろ、被験者によって蘇生中の出来事の正確と思われる報告が与えられた。彼は写真を識別せず、除細動器のノイズについて説明した。しかし、救急処置室で何が行われるかについては、多くの人がテレビで蘇生の再現を見ることによって知っているので、あまり印象的なものではない」。ただし、OBEが発生した部屋には誰もいなかったため、彼が隠された目標について説明することは不可能であった。また、彼の蘇生に参加した医師のその後の正確な識別および説明など、彼の証言の残りの部分も非常に正確だった。

#### AWAREスタディII
2016年5月時点では、UK Clinical Trials Gatewayのウェブサイトの投稿によると、AWARE IIは二年間の多施設観察研究で、900~1,500名の心停止を経験した患者が募集されており、2014年8月1日に開始し2017年5月31日に終わる予定である。この研究は後に延長され、2020年に終わる見込みである。

#### Smith & Messier
2014年、自分の意志で自由に体外離脱を起こせる女性に関する脳機能イメージングによる研究が報告された。彼女は、子供の頃に入眠障害と関連してその能力が発達したことを報告した。彼女のOBEは成人期まで続いたが、頻度は低下した。彼女は、自分の体の上の空中で回転したり、平らに横たわったり、水平面で転がって自分を見ることができた。彼女は、ときどき上から動いて自分を見るが、動いていない「本物の」体の認識も残っていると報告した。被験者はその体験に関連する特定の感情はないと報告した。「報告された体外体験（英: Extra-corporeal experience、略称: ECE）に関連する脳機能の変化は、Motor Imageryで観測されたものとは異なっていた。活性化は主に左側で補足運動野、縁上回および後部上側頭回に関連する形で発生し、後者二つは体外離脱体験と関連している側頭頭頂接合部と重なっている。また、小脳はECE中の運動に関する被験者の印象報告と一致する活性化を示した。また、行動モニタリングに関連することが多い領域である左中部および上前眼窩回の活性化も見られた。」

### OBE訓練と研究施設
モンロー研究所のナンシー・ペン・センターは、体外離脱誘導に特化した施設である。ブラジルにあるThe Center for Higher Studies of the Consciousnessは、もう一つの大規模なOBE訓練施設である。Olaf BlankeのLaboratory of Cognitive Neuroscienceは、OBE研究に取り組んでいることで有名な研究室となった。

## アストラル投射
アストラル投射は体外離脱体験の超常現象的解釈であり、一つ以上の非物質的世界と肉体を超えて関連する体の存在を措定している。そのような世界は、一般的にアストラル界、エーテル界、または霊界などと呼ばれる。アストラル投射は、アストラル体または魂が、アストラル界または霊界を旅するために肉体を離れる際によく経験される。
MCU映画「ドクター・ストレンジ」ではこの解釈をもとにしたストーリーが展開された。

## 著名な体外離脱経験者
- エマヌエル・スヴェーデンボリ
- カール・グスタフ・ユング
- ヨハン・アウグスト・ストリンドベリ
- スーザン・ブラックモア
- オルダス・ハクスリー
- ロバート・モンロー
- デーヴィッド・ハーバート・ローレンス
- ヨハン・ヴォルフガング・フォン・ゲーテ
- リチャード・P・ファインマン[140]
- ジャック・ロンドン
- エリザベス・キューブラー＝ロス

## 関連資料
- Blackmore Susan (1984). “A psychological theory of the out-of-body experience”. Journal of Parapsychology 48:  201–218.
- Blackmore, Susan. (1982). Beyond the Body: An Investigation of Out-of-the-Body Experiences. London: Heinemann. ISBN 978-0897333443
- “Stimulating illusory own-body perceptions”. Nature 419 (6904):  269–270. (2002). Bibcode: 2002Natur.419..269B. doi:10.1038/419269a. PMID 12239558.
- “Out-of-body experience and autoscopy of neurological origin”. Brain 127 (2):  243–258. (2004). doi:10.1093/brain/awh040. PMID 14662516.
- “Out-of-body experience, heautoscopy, and autoscopic hallucination of neurological origin. Implications for mechanisms of corporeal awareness and self consciousness”. Brain Research Reviews 50 (1):  184–199. (2005). doi:10.1016/j.brainresrev.2005.05.008. PMID 16019077.
- “The out-of-body experience: Disturbed self-processing at the temporal-parietal junction”. Neuroscientist 11 (1):  16–24. (2005). doi:10.1177/1073858404270885. PMID 15632275.
- Bunning, S; Blanke, O. (2005). The out-of-body experience: precipitating factors and neural correlates. In Laureys, S. The boundaries of consciousness: Neurobiology and neuropathology. Progress in Brain Research, The Netherlands: Elsevier. 150: 331-350. ISBN 978-0444528766
- “Illusory reduplication of one's own body: phenomenology and classification of autoscopic phenomena”. Cognitive Neuropsychiatry 2 (1):  19–38. (1997). doi:10.1080/135468097396397. PMID 25420137.
- Brugger P (2002). “Reflective mirrors: Perspective-taking in autoscopic phenomena”. Cognitive Neuropsychiatry 7 (3):  179–194. doi:10.1080/13546800244000076. PMID 16571536.
- Cheyne J. A; Girard T. A. (2009). “The body unbound: vestibular-motor hallucination and out of body experiences”. Cortex 45 (2):  201–215. doi:10.1016/j.cortex.2007.05.002. PMID 18621363.
- Gabbard, G. O; Twemlow, A. W. (1984). With the eyes of the mind: An empirical analysis of out-of-body states. New York: Praeger Scientific. ISBN 978-0030689260
- Irwin, Harvey. (1985). Flight of Mind: A Psychological Study of the Out-Of-Body Experience. Metuchen, NJ: Scarecrow Press. ISBN 978-0810817371
- Metzinger, Thomas. (2003). The pre-scientific concept of a 'soul': A neurophenomenological hypothesis about its origin.
- Reed, Graham. (1988). The Psychology of Anomalous Experience: A Cognitive Approach. Prometheus Books. ISBN 978-0879754358
- Schwabe L.; Blanke O. (2008). “The Vestibular Component in Out-Of-Body Experiences: A Computational Approach”. Frontiers in Human Neuroscience 2:  17. doi:10.3389/neuro.09.017.2008. PMC 2610253. PMID 19115017.
- Terhune D. B. (2009). “The incidence and determinants of visual phenomenology during out-of-body experiences”. Cortex 45 (2):  236–242. doi:10.1016/j.cortex.2007.06.007. PMID 18621365.